# Cristian Stellini
Cristian Stellini (Cuggiono, 27 de abril de 1974) é um treinador de futebol e ex-futebolista italiano. O seu cargo mais recente foi o de treinador interino do Tottenham Hotspur, tendo sido escolhido após a saída de Antonio Conte, em março de 2023.

## Carreira de Jogador
Stellini jogou pelo Novara (Serie C2) e pela SPAL (Serie C1) antes de assinar pelo Ternana, da Serie C2, em outubro de 1996. Conquistou a subida de divisão por duas vezes com a equipa, pelo que se estreou na Serie B no verão de 1998. No verão de 2000, assinou pelo Como, da Serie C1, onde, mais uma vez, conquistou por duas vezes a subida de divisão, alcançando a Serie A em 2002. Estreou-se na Serie A a 14 de setembro de 2002, contra o Empoli.
No verão de 2003, Stellini assinou pelo Modena, mas sofreu uma lesão grave na perna. Após disputar apenas 2 partidas, transferiu-se para o Genoa.
Durante o seu período como jogador do Genoa, o escândalo do Caso Genoa levou o clube a ser despromovido para a Serie C. Stellini optou por não abandonar a equipa, ajudando-a a conquistar o regresso à Serie A.

## Carreira de Treinador
Em 2011, Stellini passou a integrar a equipa técnica de Antonio Conte na Juventus e obteve credenciais de treinador de nível 2. No entanto, em 2012, a Federação Italiana de Futebol suspendeu Stellini por 2 anos e meio, devido a acusações de manipulação de resultados. Posteriormente, Stellini abandonou o cargo na equipa técnica da Juventus.
Stellini regressou ao futebol como treinador das camadas jovens do Genoa, de 2015 a 2017.
Em junho de 2017, Stellini foi anunciado como novo treinador do Alessandria, da Lega Pro, assinando um contrato de 2 anos. Foi despedido a 20 de novembro de 2017 devido a maus resultados.
Stellini voltou a integrar a equipa técnica de Conte, desta vez no Internazionale, antes do início da temporada 2019-20. O Inter venceu o Scudetto na época 2020-21, com Stellini a comandar a equipa a 3 vitórias em 3 jogos em que Conte se encontrava suspenso por acumulação de cartões amarelos.
Stellini seguiu Conte para o Tottenham Hotspur, mantendo o cargo de treinador adjunto. No último jogo da fase de grupos da Liga dos Campeões de 2022–23, Stellini, devido a nova suspensão de Conte, levou os Spurs a uma vitória em Marselha, garantindo o 1º lugar no grupo e o apuramento para a fase eliminatória do torneio.
Em fevereiro de 2023, foi anunciado que Conte iria ser submetido a cirurgia da vesícula biliar devido a colecistite e que iria necessitar de um período de recuperação pós-cirurgia. Como adjunto, Stellini assumiu as funções de Conte, interinamente, durante o seu período de baixa. Stellini comandou a equipa do Tottenham pela segunda vez a 5 de fevereiro, numa vitória em casa por 1–0 sobre o Manchester City. Conte regressou ao banco técnico para os dois jogos seguintes dos Spurs - uma derrota por 4–1 frente ao Leicester City e uma derrota por 1–0 contra o AC Milan. No entanto, foi anunciado que Conte iria regressar a Itália para continuar a sua recuperação; consequentemente, Stellini assumiu novamente o papel de treinador interino. No seu primeiro jogo de volta, conduziu o Tottenham a uma vitória por 2–0 sobre o West Ham, seguida por outra vitória por 2–0 frente ao Chelsea.
A 26 de março de 2023, após eliminações na Liga dos Campeões e na Taça de Inglaterra e um desabafo explosivo por parte de Conte na conferência de imprensa após um empate por 3–3 com o Southampton, o treinador abandonou o Tottenham, por mútuo acordo. Stellini foi nomeado por Daniel Levy como treinador interino até ao final da temporada 2022–23, com Ryan Mason como seu treinador adjunto. No seu primeiro jogo como treinador interino, a 3 de abril, o Tottenham empatou por 1–1 com o Everton, sofrendo o golo do empate nos minutos finais da partida. A 15 de abril, os Spurs perderam por 3–2 frente ao Bournemouth, sofrendo novamente um golo nos instantes finais do jogo. A 23 de abril, o Tottenham perdeu 6–1 contra o Newcastle, sofrendo 5 golos nos primeiros 21 minutos de jogo. A derrota prejudicou seriamente as probabilidades do clube terminar nos 4 primeiros lugares da tabela, de forma a qualificar-se para a Liga dos Campeões da temporada seguinte. Stellini foi dispensado no dia seguinte, com Ryan Mason a substituí-lo como treinador interino.

## Estatísticas de Carreira

### Treinador
- Atualizado até 23 de abril de 2023

| Equipa                       | De                  | A                      | Resultados | Resultados | Resultados | Resultados | Resultados |
| Equipa                       | De                  | A                      | J          | V          | E          | D          | %V         |
| ---------------------------- | ------------------- | ---------------------- | ---------- | ---------- | ---------- | ---------- | ---------- |
| Genoa Primavera              | 15 de junho de 2015 | 30 de junho de 2017    | 66         | 35         | 11         | 020        | 53,03      |
| Alessandria                  | 1 de julho de 2017  | 20 de novembro de 2017 | 16         | 3          | 6          | 7          | 18,75      |
| Tottenham Hotspur (interino) | 26 de março de 2023 | 24 de abril de 2023    | 4          | 1          | 1          | 02         | 25,00      |
| Total                        | Total               | Total                  | 86         | 39         | 18         | 29         | 45,35      |